# Back to Basics Tour
Back to Basics Tour foi a turnê mundial da cantora estado-unidense Christina Aguilera do álbum Back to Basics. Teve seu início no dia 17 de Novembro de 2006 e encerrada em 27 de Julho de 2007, tendo um total de 77 shows. A turnê foi considerada por Christina a maior e mais extravagante de toda a sua carreira.

## Setlist
Bloco I: 1920
- Back to Basics (Video Introduction)

1. "Ain't No Other Man"
2. "Back in the Day"
3. "Understand"
4. "Come On Over (All I Want Is You)" (Jazz Version)
5. "Slow Down Baby"
6. "Still Dirrty"  (contém excerto de "Can't Hold Us Down")

Bloco II: Juke Joint
- I Got Trouble (Video Interlude)

1. "Makes Me Wanna Pray"
2. "What a Girl Wants"  (Reggae Version)
3. "Oh Mother"

Bloco III: Circo
- Enter the Circus (Video/Dance Interlude)

1. "Welcome"
2. "Dirrty" (contém elementos de "Cell Block Tango" e "Entrance of the Gladiators")
3. "Candyman"
4. "Nasty Naughty Boy"
5. "Hurt"
6. "Lady Marmalade"

Bloco IV: Encore
- Thank You (Dedication to Fans...) (Video Interlude)

1. "Beautiful"
2. "Fighter"

## Crítica
Uma das pessoas que estiveram na Back To Basics Tour, foi Preston Jones, e numa review dos 10 melhores shows a que assistiu durante o ano de 2007, "Back To Basics" foi incluído. E em artigo ao site Star Telegram ele citou Christina e sua última turnê:
10. Christina Aguilera, American Airlines Center, Dallas (Feb. 21)
"Ela se apresenta como vários outros show extravagantes - Justin Timberlake, Beyoncé, Jennifer Lopez -  mas nenhum desses tem a equilibridade habilidade sensorial de Christina Aguilera. O maravilhoso show desta popstar está florescendo em uma fusão confiante de sons antigos e novos, como este espetáculo ofegante comprovado em sua turnê."

## Gravação do DVD
Todos os shows da turnê foram filmados para o que Aguilera chamou de "Coleção Pessoal", no entanto, o DVD lançado se chama Back to Basics: Live and Down Under, contando com os shows de Sydney, Austrália no Disco 1 e Making Off no Disco 2. O vídeo, o quarto da carreira da cantora, tem no total 93 minutos, com 18 faixas. Nos extras, comentários em áudio da cantora, imagens dos bastidores e entrevistas com toda a equipe da turnê, de diretores e backing-vocals a maquiadores e figurinistas.

## Equipe
- Vocal:

1. Vocal Principal: Christina Aguilera

- Backing Vocals:

1. Sha'n Favors
2. Sasha Allen
3. Erika Jerry
4. Belle Johnson

- Dançarinos

1. Monique Slaughter
2. Kiky Ely
3. Paul Kirkland
4. Dres Reid
5. Tiana Brown
6. Niki Tuazon
7. Gilbert Saldivar
8. Marcel Wilson

- Banda:

1. Diretor Musical: Rob Lewis
2. Guitarra: Tariqh Akoni
3. Guitarrar:  Errol Cooney
4. Baixo:  Ethan Farmer
5. Bateria:  Brian Frasier Moore
6. Saxofone: Randy Ellis
7. Saxofone: Miguel Gandelman
8. Trompete: Ray Monteiro
9. Trombone: Garrett Smith
10. Percussão: Ray Yslas

- Bastidores

1. Coreográfo: Jeri Slaughter
2. Estilista: Simone Orouche
3. Cabelo e Maquiagem: Steve Sollitto
4. Figurino: Roberto Cavalli
5. Design da turnê: Dago Gonzalez for Veneno, Inc.
6. Patrocínio: Orange, Sony Erikkson, AEG Live

## Datas dos shows
| Data                    | Cidade          | País             | Local do evento                  |
| ----------------------- | --------------- | ---------------- | -------------------------------- |
| Europa                  |                 |                  |                                  |
| 17 de Novembro de 2006  | Sheffield       | Reino Unido      | Hallam FM Arena                  |
| 20 de Novembro de 2006  | Belfast         | Reino Unido      | Odyssey Arena                    |
| 21 de Novembro de 2006  | Dublin          | Irlanda          | Point Theatre                    |
| 23 de Novembro de 2006  | Manchester      | Reino Unido      | Evening News Arena               |
| 24 de Novembro de 2006  | New Castle      | Reino Unido      | Metro Radio Arena                |
| 26 de Novembro de 2006  | Birmingham      | Reino Unido      | National Indoor Arena            |
| 29 de Novembro de 2006  | Londres         | Reino Unido      | Wembley Arena                    |
| 30 de Novembro de 2006  | Londres         | Reino Unido      | Wembley Arena                    |
| 2 de Dezembro de 2006   | Roterdã         | Países Baixos    | The Ahoy                         |
| 3 de Dezembro de 2006   | Antuérpia       | Bélgica          | Sportpaleis                      |
| 5 de Dezembro de 2006   | Frankfurt       | Alemanha         | Festhalle Frankfurt              |
| 6 de Dezembro de 2006   | Paris           | França           | Palais Omnisports de Paris-Bercy |
| 8 de Dezembro de 2006   | Oberhausen      | Alemanha         | König Pilsener Arena             |
| 11 de Dezembro de 2006  | Hamburgo        | Alemanha         | Color Line Arena                 |
| 13 de Dezembro de 2006  | Stuttgart       | Alemanha         | Hanns-Martin-Schleyer-Halle      |
| 14 de Dezembro de 2006  | Zurique         | Suíça            | Hallenstadion                    |
| 16 de Dezembro de 2006  | Viena           | Áustria          | Wiener Stadthalle                |
| 17 de Dezembro de 2006  | Praga           | República Tcheca | Sazka Arena                      |
| América do Norte        |                 |                  |                                  |
| 20 de Fevereiro de 2007 | Houston         | Estados Unidos   | Toyota Center                    |
| 21 de Fevereiro de 2007 | Dallas          | Estados Unidos   | American Airlines Center         |
| 23 de Fevereiro de 2007 | Omaha           | Estados Unidos   | Qwest Center Omaha               |
| 24 de Fevereiro de 2007 | Kansas City     | Estados Unidos   | Kemper Arena                     |
| 26 de Fevereiro de 2007 | Denver          | Estados Unidos   | Pepsi Center                     |
| 28 de Fevereiro de 2007 | Glendale        | Estados Unidos   | Jobing.com Arena                 |
| 2 de Março de 2007      | San Diego       | Estados Unidos   | iPayOne Center                   |
| 3 de Março de 2007      | Las Vegas       | Estados Unidos   | Mandalay Bay Events Center       |
| 5 de Março de 2007      | Anaheim         | Estados Unidos   | Honda Center                     |
| 6 de Março de 2007      | Los Angeles     | Estados Unidos   | Staples Center                   |
| 9 de Março de 2007      | Oakland         | Estados Unidos   | Oracle Arena                     |
| 10 de Março de 2007     | San Jose        | Estados Unidos   | HP Pavilion                      |
| 12 de Março de 2007     | Vancouver       | Canadá           | GM Place                         |
| 14 de Março de 2007     | Edmonton        | Canadá           | Rexall Place                     |
| 15 de Março de 2007     | Calgary         | Canadá           | Pengrowth Saddledome             |
| 17 de Março de 2007     | Winnipeg        | Canadá           | MTS Centre                       |
| 19 de Março de 2007     | Saint Paul      | Estados Unidos   | Xcel Energy Center               |
| 23 de Março de 2007     | Nova York       | Estados Unidos   | Madison Square Garden            |
| 25 de Março de 2007     | Toronto         | Canadá           | Air Canada Centre                |
| 26 de Março de 2007     | Ottawa          | Canadá           | Scotiabank Place                 |
| 28 de Março de 2007     | Montreal        | Canadá           | Bell Centre                      |
| 30 de Março de 2007     | Boston          | Estados Unidos   | TD Banknorth Garden              |
| 31 de Março de 2007     | Atlantic City   | Estados Unidos   | Boardwalk Hall                   |
| 2 de Abril de 2007      | Washington D.C  | Estados Unidos   | Verizon Center                   |
| 3 de Abril de 2007      | Filadélfia      | Estados Unidos   | Wachovia Center                  |
| 5 de Abril de 2007      | East Rutherford | Estados Unidos   | Continental Airlines Arena       |
| 7 de Abril de 2007      | Uniondale       | Estados Unidos   | Nassau Coliseum                  |
| 9 de Abril de 2007      | Auburn Hills    | Estados Unidos   | The Palace of Auburn Hills       |
| 11 de Abril de 2007     | Columbus        | Estados Unidos   | Nationwide Arena                 |
| 13 de Abril de 2007     | Cleveland       | Estados Unidos   | Wolstein Center                  |
| 14 de Abril de 2007     | Pittsburgh      | Estados Unidos   | Mellon Arena                     |
| 20 de Abril de 2007     | Milwaukee       | Estados Unidos   | Bradley Center                   |
| 21 de Abril de 2007     | Rosemont        | Estados Unidos   | Allstate Arena                   |
| 23 de Abril de 2007     | Toronto         | Canadá           | Air Canada Centre                |
| 25 de Abril de 2007     | Providence      | Estados Unidos   | Dunkin' Donuts Center            |
| 27 de Abril de 2007     | Hartford        | Estados Unidos   | XL Center                        |
| 28 de Abril de 2007     | Baltimore       | Estados Unidos   | 1st Mariner Arena                |
| 1 de Maio de 2007       | Raleigh         | Estados Unidos   | RBC Center                       |
| 2 de Maio de 2007       | Atlanta         | Estados Unidos   | Arena at Gwinnett Center         |
| 4 de Maio de 2007       | Tampa           | Estados Unidos   | St. Pete Times Forum             |
| 5 de Maio de 2007       | Ft. Lauderdale  | Estados Unidos   | BankAtlantic Center              |
| Ásia                    |                 |                  |                                  |
| 18 de Junho de 2007     | Osaka           | Japão            | Osaka Jö-Hall                    |
| 20 de Junho de 2007     | Tóquio          | Japão            | Nippon Budokan                   |
| 21 de Junho de 2007     | Tóquio          | Japão            | Nippon Budokan                   |
| 23 de Junho de 2007     | Seul            | Coréia do Sul    | Olympic Gymnastics Arena         |
| 24 de Junho de 2007     | Seul            | Coréia do Sul    | Olympic Gymnastics Arena         |
| 26 de Junho de 2007     | Xangai          | China            | Shangai Indoor Stadium           |
| 28 de Junho de 2007     | Bangkok         | Tailândia        | Impact Arena                     |
| 30 de Junho de 2007     | Singapura       | Singapura        | Singapore Indoor Stadium         |
| 3 de Julho de 2007      | Hong Kong       | Hong Kong        | AsiaWorld-Expo                   |
| 6 de Julho de 2007      | Manila          | Filipinas        | Fort Bonifacio                   |
| Oceania                 |                 |                  |                                  |
| 13 de Julho de 2007     | Perth           | Austrália        | Burswood Dome                    |
| 14 de Julho de 2007     | Perth           | Austrália        | Burswood Dome                    |
| 17 de Julho de 2007     | Adelaide        | Austrália        | Adelaide Entertainment Centre    |
| 18 de Julho de 2007     | Adelaide        | Austrália        | Adelaide Entertainment Centre    |
| 20 de Julho de 2007     | Brisbane        | Austrália        | Brisbane Entertainment Centre    |
| 21 de Julho de 2007     | Brisbane        | Austrália        | Brisbane Entertainment Centre    |
| 24 de Julho de 2007     | Sydney          | Austrália        | Acer Arena                       |
| 25 de Julho de 2007     | Sydney          | Austrália        | Acer Arena                       |
| 27 de Julho de 2007     | Melbourne       | Austrália        | Rod Laver Arena                  |

### Shows cancelados
Christina cancelou 4 datas na Oceania, por recomendações médicas.
- 29 e 30 de Julho - Melbourne - Rod Laver Arena
- 2 e 3 de Agosto - Auckland - Vector Arena